# Краткая хроника королевства Богемии XV в.
Краткая хроника королевства Богемии XV в. (лат. Chronicon breve regni Bohemiae saec. XV) — написанное около сер. XV в. на латинском языке историческое сочинение о Чехии. Сохранилось в рукописи XV в. Вместе с приписками охватывает период с 1310 по 1453 гг. Содержит сведения как по местной чешской истории, так и по истории Священной Римской империи и соседних стран в XIV—XV вв.

## Издания
- Ein «Chronicon breve regni Bohemiae saec. XV» // Mittheilungen des Vereines fuer Geschichte der Deutschen in Boehmen, Jahrgang XXXVII. Prag. 1899.

## Переводы на русский язык
- Краткая хроника королевства Богемии XV в. в переводе И. М. Дьяконова на сайте Восточная литература